# Анісов Василь Федорович
Васи́ль Фе́дорович Ані́сов (нар. 8 (21) березня 1912, село Павлівка, нині Білопільського району Сумської області — 9 травня 1974, Київ) — український літературознавець і мистецтвознавець. Дослідник творчості Тараса Шевченка. Чоловік Єлизавети Середи.

## Біографія
Народився в селянській родині, молодший брат радянського генерала Андрія Анісова. 1937 року закінчив Харківський педагогічний інститут. Член КПРС з 1961 року. У 1944—1952 роках був науковим працівником Літературно-меморіального будинку-музею Тараса Шевченка в Києві. Від 1967 року працював заступником головного редактора журналу «Українська мова і література в школі».
Анісова поховано на Берковецькому кладовищі (55 ділянка, 11 ряд). На могилі встановлено пам'ятник: велику прямокутну лабрадоритову стелу з написом: «Анісов Василь Федорович. 21.III.1912 — 9.V.1974».

## Творчість
Автор книжок про Тараса Шевченка (у співавторстві з Єлизаветою Середою):
- «Літопис життя і творчості Т. Г. Шевченка» (Київ, 1959, друге видання — 1976),
- «Від підмайстра до академіка» (Київ, 1967).

Автор статей:
- «Автограф останнього вірша безсмертного Кобзаря» (1948),
- «Життя Суворова в ілюстраціях Тараса Шевченка» (1950),
- «Новий факт з біографії Т. Г. Шевченка» (1953),
- «Т. Г. Шевченко і недільні школи»(1963).